# Google Colab
Google Colaboratory, plus couramment appelé Google Colab, est un service gratuit proposé par Google qui permet d’écrire et d’exécuter du code Python directement dans un navigateur web, ne nécessitant donc aucune installation locale.
C'est une application web utilisée pour programmer un environnement de développement interactif, proposée dans la suite bureautique Google, notamment dans Google Drive.

## Histoire
Google Colab a été introduit en 2017 par Google Research avec l'objectif de démocratiser l’accès aux outils d’intelligence artificielle et d’apprentissage automatique. Inspiré des notebooks Jupyter, déjà largement adoptés en milieu scientifique, Colab les rend accessibles directement dans le cloud, sans configuration complexe. Depuis son lancement, la plateforme n’a cessé de s’enrichir en fonctionnalités et d’optimiser ses performances, afin de répondre aux attentes croissantes des data scientists, des chercheurs et des étudiants à l’échelle internationale.

## Fonctionnalités

### Principe
Google Colaboratory repose sur la notion de notebook, un bloc-note interactif qui combine à la fois du code exécutable et du texte explicatif. Dans un même notebook, il est possible d’intégrer du code Python, mais aussi du texte enrichi en Markdown, du code HTML, des formules en LaTeX, ainsi que des images ou des visualisations de données. Cette organisation permet de regrouper, dans un seul fichier, l’ensemble des étapes d’un projet, qu’il s’agisse de l’analyse de données, du développement d’un modèle d’apprentissage automatique ou de la rédaction de documentation technique

### Stockage
Chaque notebook créé dans Google Colab est automatiquement enregistré dans le compte Google Drive de l’utilisateur.

### Partage
À l’instar d’autres services collaboratifs de Google, comme Google Docs ou Google Sheets, Colab permet de partager un notebook avec d’autres utilisateurs. Les collaborateurs peuvent alors consulter, commenter ou modifier le document en temps réel, ce qui facilite le travail en équipe et la diffusion de projets pédagogiques ou scientifiques.

### Ressources de calcul
Google Colab met gratuitement à disposition des utilisateurs des ressources de calcul avancées, notamment des unités de traitement graphique (GPU) et des unités de traitement de tenseurs (TPU), utiles pour les tâches intensives comme l’entraînement de modèles de machine learning. Pour des besoins plus importants, il est également possible de souscrire à des options payantes offrant davantage de puissance et de stabilité dans l’exécution des notebooks.

### Écosystème Python
L’environnement Colab inclut de nombreuses bibliothèques Python préinstallées, couvrant les domaines de la science des données, du calcul scientifique et de l’apprentissage automatique, telles que NumPy, Pandas, Matplotlib, Scikit-learn, TensorFlow ou PyTorch. L’utilisateur peut en outre installer d’autres librairies non présentes par défaut.

## Usages
Google Colaboratory est largement utilisé par la communauté du machine learning, que ce soit dans l’éducation, la recherche ou par des entreprises. Il sert notamment pour les premiers pas avec TensorFlow, le développement et l’entraînement de réseaux de neurones, l’expérimentation avec les TPU, la diffusion de la recherche en intelligence artificielle et la création de tutoriels interactifs.